# Carole Cook
Pour les articles homonymes, voir Cook.
Carole Cook est une actrice américaine née le 14 janvier 1924 à Abilene au Texas et morte le 11 janvier 2023 à Beverly Hills (Californie).

## Biographie

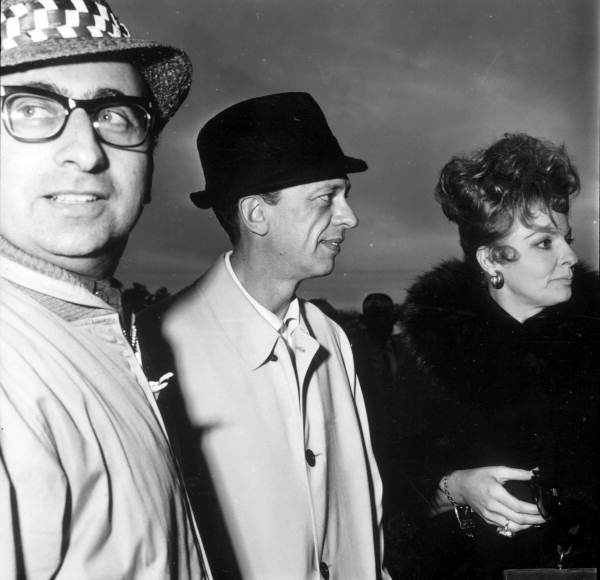
Première de The Incredible Mr. Limpet (1964) : Don Knotts (au centre) et Carole Cook.

### Mort
Carole Cook est morte le 11 janvier 2023 à Beverly Hills (Californie) à quelques jours de ses 99 ans.

## Filmographie

### Cinéma
- 1964 : The Incredible Mr. Limpet d'Arthur Lubin : Bessie Limpet
- 1964 : Les dingues sont lâchés (Palm Springs Weekend) de Norman Taurog : Naomi Yates
- 1977 : L'Épreuve de force (The Gauntlet) de Clint Eastwood : la serveuse
- 1980 : American Gigolo de Paul Schrader : Mme Dobrun
- 1982 : Amours de vacances (Summer Lovers) de Randal Kleiser : Barbara Foster
- 1984 : Seize Bougies pour Sam (Sixteen Candles) de John Hughes : Grand-mère Helen
- 1984 : Grandview, U.S.A. de Randal Kleiser : Bett Welles
- 1996 : Des flics aux trousses : Ester
- 1999 : Une fille qui a du chien (Lost and Found) de Jeff Pollack : Sylvia
- 1999 : Toy Story 2 de John Lasseter : Clubs
- 2004 : La ferme se rebelle (Home on the Range) de Will Finn et John Sanford : Pearl Gesner

### Télévision
- 1956 : Sheriff of Cochise (1 épisode)
- 1963 : Dobie Gillis : plusieurs personnages (2 épisodes)
- 1963-1968 : L'Extravagante Lucy : plusieurs personnages (18 épisodes)
- 1964 : The New Phil Silvers Show : Mme Kerrigan et Gertrude (2 épisodes)
- 1964 : Kentucky Jones : Dodie Wipple (1 épisode)
- 1966 : Vacation Playhouse : l'infirmière (1 épisode)
- 1966 : Daniel Boone : Annie Boyd (1 épisode)
- 1969 : My World and Welcome to It (en) : Tante Kate (1 épisode)
- 1969 : That Girl : Dorothy Desmond (1 épisode)
- 1970 : Flip (1 épisode)
- 1970-1974 : Here's Lucy : plusieurs personnages (4 épisodes)
- 1971 : Sarge : Cass (1 épisode)
- 1972-1974 : McMillan : Carole Crenshaw et Marnie (4 épisodes)
- 1973 : Lady Luck : Fran
- 1974 : Maude : Marta (1 épisode)
- 1975 : Baretta : Mme Marriott (1 épisode)
- 1975-1976 : Chico and the Man : Flora (3 épisodes)
- 1976 : Ellery Queen, à plume et à sang : la rédactrice pour le journal (1 épisode)
- 1976 : Emergency! : l'infirmière (1 épisode)
- 1976 : Bronk : Beatrice (1 épisode)
- 1976-1977 : Drôles de dames : Hildy Slater et Mme Dorian (2 épisodes)
- 1977 : Starsky et Hutch : Scorchy (1 épisode)
- 1977 : In the Glitter Palace : Daisy Dolon
- 1977 : Kojak : Marie Stella (4 épisodes)
- 1979 : Rendezvous Hotel : Lucille Greenwood
- 1980 : Make Me an Offer : Pru Babcock
- 1981 : Darkroom : Sally Anne (1 épisode)
- 1982 : CBS Children's Mystery Theatre : Florence Dumont (1 épisode)
- 1982 : Laverne et Shirley : Mme Harmon (1 épisode)
- 1982 : Strike Force (en) (1 épisode)
- 1982 : Capitol : Sugar Laine
- 1982 : Trapper John, M.D. : Natasha (1 épisode)
- 1982 : K 2000 : Maggie Flynn (1 épisode)
- 1982 : Something So Right de Lou Antonio :Cahuenga
- 1982 : Pour l'amour du risque : Christine Garrick (1 épisode)
- 1983 : La croisière s'amuse : Phyllis Faraday (1 épisode)
- 1983 : Quincy : Winslow (2 épisodes)
- 1985-1988 : Arabesque : Shayne Grant et Christine Carpenter (2 épisodes)
- 1986 : Agence tous risques : Mme Prescott (1 épisode)
- 1986 : Magnum : Sarah Tate (1 épisode)
- 1986-1987 : Dynastie : Cora Van Husen (4 épisodes)
- 1986-1988 : Cagney et Lacey : Donna LaMarr (5 épisodes)
- 1987 : Opération Soja : Myrtle
- 1990 : A Family for Joe (1 épisode)
- 2000 : Strip Mall : Doreen Krudup (1 épisode)
- 2006 : Grey's Anatomy : Sophie Larson (1 épisode)
- 2014 : Break a Hip : Pearl (1 épisode)